# Mercedes-Benz OM 611/OM 612/OM 613

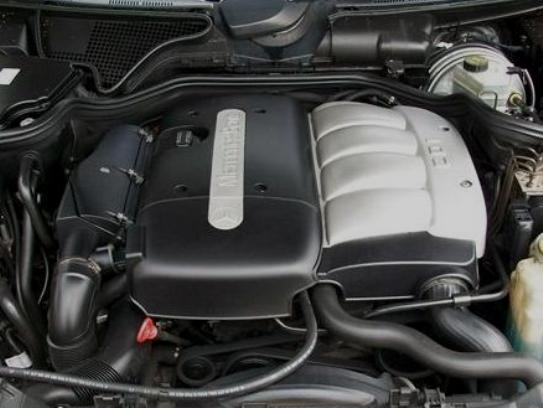
Mercedes-Benz OM 611

Mercedes-Benz OM611 (код 611.9XX) - рядний чотирициліндровий дизельний двигун з прямим уприскуванням Common Rail, що випускався компанією Mercedes-Benz з 1997 по 2006 рік. Прийшов на заміну атмосферному агрегату OM604, який встановлювався на автомобілях C-класу (Mercedes-Benz W202) та E-класу (Mercedes-Benz W210). Автомобілі з цим типом двигуна в основному мають позначення «200 CDI» та «220 CDI».
У цій статті також йдеться про двигуни OM 612 і OM 613 з п’ятьма або шістьма циліндрами, які також рядні двигуни і технічно тісно пов’язані з OM 611. Автомобілі з п'ятьма циліндрами цього типу двигуна мають переважно позначення «270 CDI», а з шестициліндровими двигунами переважно «320 CDI».

## Історія
Двигун Mercedes-Benz OM611 був розроблений у 1997 році та вперше був представлений на автомобілі C-класу (W202) під ринковим індексом 220 CDI. Спочатку його робочий об'єм становив 2151 см3, а потужність варіювалася від 102 до 125 кінських сил. Порівняно з попередньою моделлю (ОМ604), у ОМ611 зросла на 30% потужність, на 50% більший крутний момент, і на 10% зменшено споживання палива.
У 1999 році робочий об'єм двигуна було зменшено до 2148 см3, проте його потужність зросла до максимальних 143 к.с. (105 кВт).
У 2000 році OM611 встановили на автомобілі Mercedes-Benz Sprinter та Mercedes-Benz W203. Новий E-клас (W211), представлений у 2002 році, однак, оснащувався іншим дизельним двигуном – Mercedes-Benz OM646.
Двигуни ОМ612 у ліцензійних версіях ОМ665.9хх для інших автовиробників також встановлювались на Jeep Grand Cherokee покоління WJ та на ряд корейських автомобілів від SsangYong (Kyron, Rexton та Rodius) з 2001 по 2014 роки.
Виробництво двигуна ОМ611 припинилося у 2006 році.

## Опис

### ОМ 611
Двигун Mercedes-Benz OM611 є 2,2-літровим (спочатку робочий об'єм становив 2151 см3, а починаючи з 1999 року - 2148 см3) 4-циліндровий дизельний двигун з системою упорскування Common rail від Bosch, інтеркулером та розподільними валами, які приводять у дію всі 16 клапанів. Діаметр циліндрів дорівнює 88.0 мм, хід поршня становить 88.3–88.4 мм. Газорозподільний механізм - DOHC. З метою підвищення продуктивності оснащується турбокомпресором. Для очищення вихлопних газів було застосовано окислювальний каталізатор.
Подача палива відбувається через загальний колектор, тиск підтримується насосом високого тиску. Паливо подається форсунками до камер згоряння під тиском до 1.350 бар.
Потужність двигуна OM611 варіюється від 82 к.с. (60 кВт) при 3800 об/хв до 143 к.с. (105 кВт) при 4200 об/хв, крутний момент - від 200 Н·м при 1400-2600 об/хв до 315 Н·м при 1800-2600 об/хв.

### ОМ 612 і ОМ 613

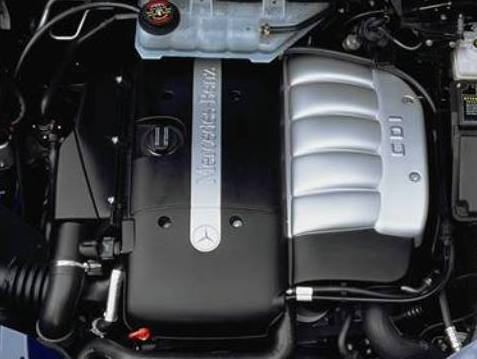
Mercedes-Benz OM 612

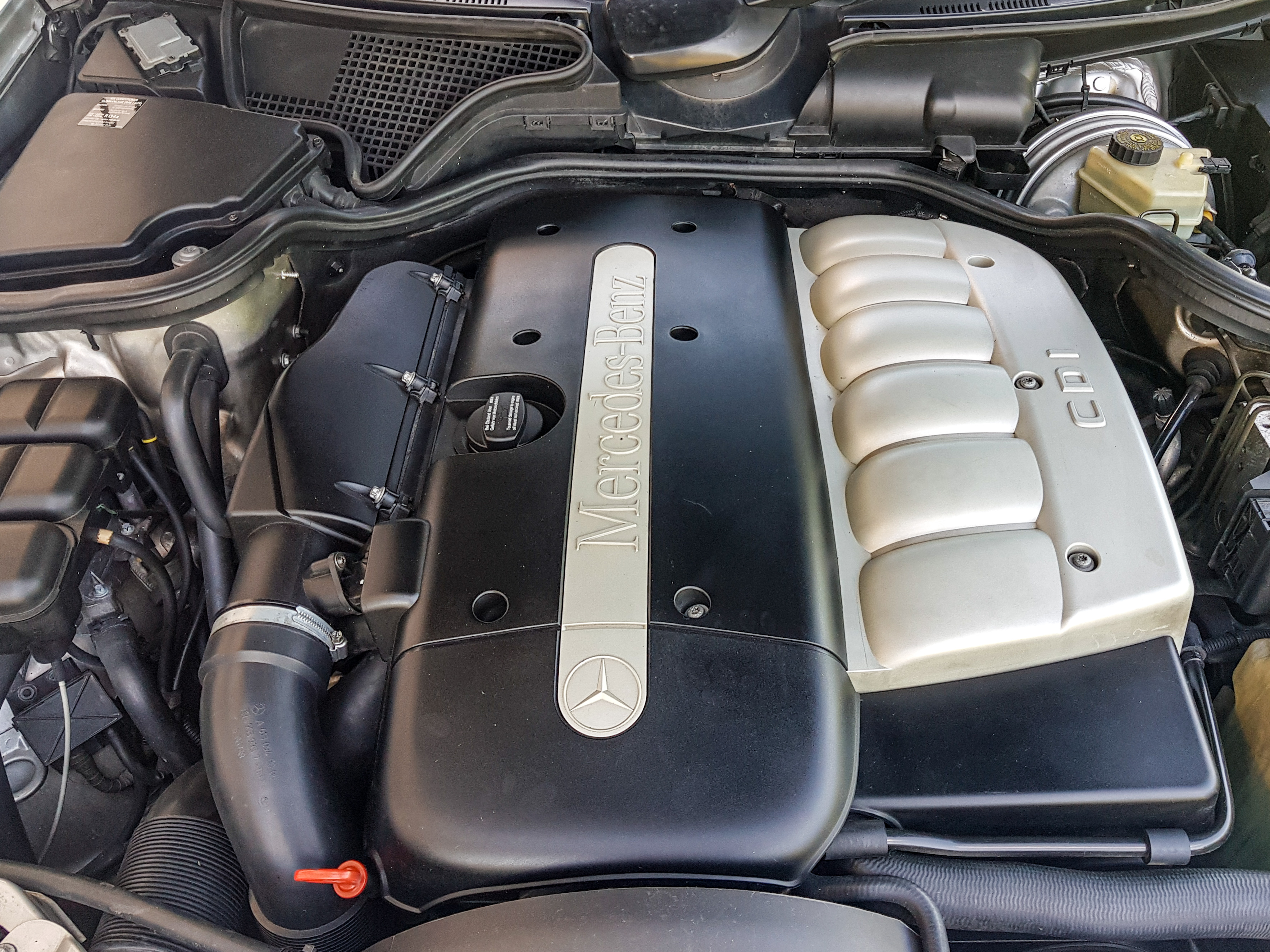
Mercedes-Benz OM 613

Паралельно з OM 611 були розроблені серії OM 612 (п'ятициліндровий) і OM 613 (шестициліндровий), які разом з чотирициліндровим братом OM 611 утворюють сімейство двигунів. Ці двигуни мають однаковий робочий об’єм на циліндр і є рядними двигунами. Їх поршні, шатуни, форсунки, клапани, свічки розжарювання та інші компоненти є ідентичними деталями, з відповідними перевагами з точки зору витрат на закупівлю та зберігання. Усі двигуни серії OM 612 і OM 613 базуються на CDI серії II.

#### OM 612 DE 30 LA
Особливим є двигун OM 612 DE 30 LA. Цей двигун заснований на OM 612 DE 27 LA, але AMG збільшила хід, щоб досягти більшого робочого об’єму. Через збільшення потужності двигуна та крутного моменту численні компоненти довелося переробити та адаптувати до підвищеного навантаження. Посилено привід колінчастого вала, оптимізовано гвинтові з’єднання головки циліндрів, використано масляний насос з більшою прокачною здатністю та встановлені у вінцях поршнів посилені поршні з охолодженням масляним розпиленням. Система розжарювання була перероблена і забезпечує коротший час попереднього розжарювання з вищою температурою світіння. Поведінка холостого ходу може бути оптимізована за допомогою покращеного контролю поведінки післясвітіння.
Щоб забезпечити максимальну потужність і крутний момент навіть при високих зовнішніх температурах, для охолодження надувного повітря була використана незвичайна конструкція: охолоджувач надувного повітря розташований безпосередньо біля двигуна і оснащений повітряно-водяним теплообмінником. Тепло передається через окремий контур низькотемпературної води до двох охолоджувачів спереду, які відокремлені від фактичного охолоджувача двигуна.
На відміну від звичайних двигунів OM 612, напрямні лопатки турбокомпресора VNT регулюються електронікою двигуна; Тому процес регулювання відбувається швидше, ніж при пневматичному управлінні. Клапан рециркуляції вихлопних газів був модифікований і також отримав електронне управління. Разом із щільно зчепленим, тонкостінним каталітичним нейтралізатором, він забезпечує покращений контроль викидів. Вихлопна система має діаметр труби 76 мм і, таким чином, сприяє підвищенню продуктивності.

## Технічні характеристики
| Модель автомобіля                                              | Тип двигуна*         | Модель                  | Потужність при (об/хв)              | Крутний момент при (об/хв)      | Покоління CDI | Роки виробництва |
| -------------------------------------------------------------- | -------------------- | ----------------------- | ----------------------------------- | ------------------------------- | ------------- | ---------------- |
| 4-циліндри                                                     |                      |                         |                                     |                                 |               |                  |
| Об'єм: 2148 см³, Діаметр циліндра × Хід поршня: 88 × 88,3 мм   |                      |                         |                                     |                                 |               |                  |
| Sprinter 208 CDI, 308 CDI, 408 CDI (W 901–904)                 | OM 611 DE 22 LA      | 611.987                 | 60 кВт (82 к.с.) при 3800           | 200 Нм при 1400–2600            | CDI I         | 2000–2006        |
| Sprinter 211 CDI, 311 CDI, 411 CDI (W 901–904)                 | OM 611 DE 22 LA      | 611.981                 | 80 кВт (109 к.с.) при 3800          | 270 Нм при 1400–2400            | CDI II        | 2000–2006        |
| Sprinter 213 CDI, 313 CDI, 413 CDI (W 901–904)                 | OM 611 DE 22 LA      | 611.981                 | 95 кВт (129 к.с.) при 3800          | 300 Нм при 1600–2400            | CDI II        | 2000–2006        |
| Eura Mobil Integra I 566 LS, I 636 LS, I 726 HB, I 810 EB Bar  | OM 611 DE 22 LA      | 611.981                 | 95 кВт (129 к.с.) при 3800          | 300 Нм при 1600–2400            | CDI II        | 2000–2006        |
| C 200 CDI (W/S 202)                                            | OM 611 DE 22 LA red. | 611.960 red.            | 75 кВт (102 к.с.) при 4200          | 235 Нм при 1500–2600            | CDI I         | 1999–2001        |
| C 220 CDI (W/S 202)                                            | OM 611 DE 22 LA      | 611.960                 | 92 кВт (125 к.с.) при 4200          | 300 Нм при 1800–2600            | CDI I         | 1999–2001        |
| C 200 CDI (W/S 203)                                            | OM 611 DE 22 LA red. | 611.962 red.            | 85 кВт (115 к.с.) при 4200          | 250 Нм при 1400–2600            | CDI II        | 2000–2003        |
| C 220 CDI (W/S/CL 203)                                         | OM 611 DE 22 LA      | 611.962                 | 105 кВт (143 к.с.) при 4200         | 315 Нм при 1800–2600            | CDI II        | 2000–2003        |
| E 200 CDI (W/S 210)                                            | OM 611 DE 22 LA red. | 611.961 red.            | 85 кВт (115 к.с.) при 4200          | 250 Нм при 1400–2600            | CDI II        | 1999–2003        |
| E 220 CDI (W/S/VF 210)                                         | OM 611 DE 22 LA      | 611.961                 | 105 кВт (143 к.с.) при 4200         | 315 Нм при 1800–2600            | CDI II        | 1999–2003        |
| Об'єм: 2151 см³, Діаметр циліндра × Хід поршня: 88 × 88,4 мм   |                      |                         |                                     |                                 |               |                  |
| Vito 108 CDI (W 638)                                           | OM 611 DE 22 LA red. | 611.980 red.            | 60 кВт (82 к.с.) при 3800           | 200 Нм при 1400–2600            | CDI I         | 1999–2003        |
| Vito 110 CDI, V 200 CDI (W 638)                                | OM 611 DE 22 LA red. | 611.980 red.            | 75 кВт (102 к.с.) при 3800          | 250 Нм при 1600–2400            | CDI I         | 1999–2003        |
| Vito 112 CDI, V 220 CDI (W 638)                                | OM 611 DE 22 LA      | 611.980                 | 90 кВт (122 к.с.) при 3800          | 300 Нм при 1800–2500            | CDI I         | 1999–2003        |
| C 200 CDI (W/S 202)                                            | OM 611 DE 22 LA red. | 611.960 red.            | 75 кВт (102 к.с.) при 4200          | 235 Нм при 1500–2600            | CDI I         | 1998–1999        |
| C 220 CDI (W/S 202)                                            | OM 611 DE 22 LA      | 611.960                 | 92 кВт (125 к.с.) при 4200          | 300 Нм при 1800–2600            | CDI I         | 1997–1999        |
| E 200 CDI (W/S 210)                                            | OM 611 DE 22 LA red. | 611.961 red.            | 75 кВт (102 к.с.) при 4200          | 235 Нм при 1500–2600            | CDI I         | 1998–1999        |
| E 220 CDI (W/S 210)                                            | OM 611 DE 22 LA      | 611.961                 | 92 кВт (125 к.с.) при 4200          | 300 Нм при 1800–2600            | CDI I         | 1997–1999        |
| 5-циліндрів                                                    |                      |                         |                                     |                                 |               |                  |
| Об'єм: 2685 см³, Діаметр циліндра × Хід поршня: 88 × 88,3 мм   |                      |                         |                                     |                                 |               |                  |
| Sprinter 216 CDI, 316 CDI, 416 CDI, 616 CDI (W 901–905)        | OM 612 DE 27 LA      | 612.981                 | 115 кВт (156 к.с.) при 3800         | 330 Нм при 1400–2400            | CDI II        | 2000–2006        |
| Eura Mobil Integra I 566 LS, I 636 LS, I 666 HB, I 866 EB      | OM 612 DE 27 LA      | 612.981                 | 115 кВт (156 к.с.) при 3800         | 330 Нм при 1400–2400            | CDI II        | 2001–2006        |
| G 270 CDI (W 463)                                              | OM 612 DE 27 LA      | 612.965                 | 115 кВт (156 к.с.) при 3800         | 400 Нм при 1800–2400            | CDI II        | 2002–2006        |
| ML 270 CDI (W 163)                                             | OM 612 DE 27 LA      | 612.963                 | 120 кВт (163 к.с.) при 4200         | 370 Нм при 1600–2800 (з МКПП)   | CDI II        | 1999–2005        |
| Jeep Grand Cherokee 2.7 CRD                                    | OM 612 DE 27 LA      | 665.921                 | 120 кВт (163 к.с.) при 4200         | 400 Нм при 1800–2600 (з АКПП)   | CDI II        | 2002–2004        |
| C 270 CDI (W/S 203)                                            | OM 612 DE 27 LA      | 612.962                 | 125 кВт (170 к.с.) при 4200         | 370 Нм при 1600–2800 (з МКПП)   | CDI II        | 2000–2003        |
| C 270 CDI (W/S 203)                                            | OM 612 DE 27 LA      | 612.962                 | 125 кВт (170 к.с.) при 4200         | 400 Нм при 1800–2600 (з АКПП)   | CDI II        | 2000–2003        |
| C 270 CDI (W/S 203)                                            | OM 612 DE 27 LA      | 612.962                 | 125 кВт (170 к.с.) при 4200         | 400 Нм при 1800–2800            | CDI II        | 2003–2005        |
| CLK 270 CDI (C 209)                                            | OM 612 DE 27 LA      | 612.967                 | 125 кВт (170 к.с.) при 4200         | 400 Нм при 1800–2800 (з МКПП)   | CDI II        | 2002–2005        |
| CLK 270 CDI (C 209)                                            | OM 612 DE 27 LA      | 612.967                 | 125 кВт (170 к.с.) при 4200         | 400 Нм при 1800–2600 (з АКПП)   | CDI II        | 2002–2005        |
| E 270 CDI (W/S/VF 210)                                         | OM 612 DE 27 LA      | 612.961                 | 125 кВт (170 к.с.) при 4200         | 370 Нм при 1600–2800 (з МКПП)   | CDI II        | 1999–2003        |
| E 270 CDI (W/S/VF 210)                                         | OM 612 DE 27 LA      | 612.961                 | 125 кВт (170 к.с.) при 4200         | 400 Нм при 1800–2800 (з АКПП)   | CDI II        | 1999–2003        |
| Об'єм: 2696 см³, Діаметр циліндра × Хід поршня: 86,2 × 92,4 мм |                      |                         |                                     |                                 |               |                  |
| (DJ) SsangYong Kyron M270 XDI                                  | ОМ612 DE 27 LA       | 665.926 665.935 665.950 | 120–121 кВт (163–165 к.с.) при 4000 | 340 Нм при 3250 345 Нм при 3250 | CDI II        | 2005–2014        |
| Y200, Y300 SsangYong Rexton R270 XDI                           | ОМ612 DE 27 LA       | 665.925 665.926 665.935 | 120–121 кВт (163–165 к.с.) при 4000 | 340 Нм при 3250 345 Нм при 3250 | CDI II        | 2001–2012        |
| (AJ) SsangYong Rodius SV270 XDI                                | ОМ612 DE 27 LA       | 665.926 665.935         | 120–121 кВт (163–165 к.с.) при 4000 | 340 Нм при 3250 345 Нм при 3250 | CDI II        | 2004–2013        |
| Об'єм: 2950 см³, Діаметр циліндра × Хід поршня: 88 × 97 мм     |                      |                         |                                     |                                 |               |                  |
| C 30 CDI AMG (W/S/CL 203)                                      | OM 612 DE 30 LA      | 612.990                 | 170 кВт (231 к.с.) при 3800         | 540 Нм при 2000                 | CDI II        | 2002–2004        |
| 6-циліндрів                                                    |                      |                         |                                     |                                 |               |                  |
| Об'єм: 3222 см³, Діаметр циліндра × Хід поршня: 88 × 88,3 мм   |                      |                         |                                     |                                 |               |                  |
| E 320 CDI (W/S 210)                                            | OM 613 DE 32 LA      | 613.961                 | 145 кВт (197 к.с.) при 4200         | 470 Нм при 1800–2600            | CDI II        | 1999–2003        |
| S 320 CDI (W/V 220)                                            | OM 613 DE 32 LA      | 613.960                 | 145 кВт (197 к.с.) при 4200         | 470 Нм при 1800–2600            | CDI II        | 1999–2003        |

 * Motorbezeichnung ist wie folgt verschlüsselt: OM = Oel-Motor (Diesel), Baureihe = 3 stellig, DE = Direkteinspritzung, Hubraum = Deziliter (gerundet), A = Abgasturbolader, L = Ladeluftkühlung, red. = leistungsreduziert